# Proneptunea
Proneptunea is een geslacht van weekdieren uit de klasse van de Gastropoda (slakken).

## Soorten
- Proneptunea amabilis Thiele, 1912
- Proneptunea duplicarinata Powell, 1951
- Proneptunea fenestrata Powell, 1951
- Proneptunea rossiana Dell, 1990
- Proneptunea rufa Oliver & Picken, 1984
- Proneptunea subfenestra Oliver & Picken, 1984